# Ljudmila Turiščevová
Ljudmila Turiščevová (rusky Турищева, Людмила Ивановна) (* 7. října 1952, Grozný, Sovětský svaz) je bývalá ruská gymnastka reprezentující tehdejší Sovětský svaz. Je držitelkou čtyř zlatých olympijských medailí a mnohonásobnou mistryní světa a Evropy ve sportovní gymnastice.
V šestnácti letech startovala na prvních olympijských hrách 1968 v Mexiku, zde získala zlatou medaili se sovětským družstvem. Na další olympiádě 1972 v Mnichově byla oporou vítězného sovětského družstva, a získala první místo i v soutěži jednotlivkyň. Na olympiádě 1976 v Montrealu získala opět zlato v soutěži družstev. Po těchto hrách ukončila sportovní kariéru, a v roce 1977 se vdala za sovětského atleta sprintera Valerije Borzova, se kterým má dceru.